# Транковский, Алексей Иванович
Алексей Иванович Транковский (вторая половина XIX — начало XX) — русский художник, живописец.

## Биография
Родился в семье дворян в Сычевском уезде Смоленской губернии. Мать Мария Сергеевна Николева. Отец Иван Иванович Транковский.
19.12.1847 г. получил чин коллежского асессора. (19 декабря 1847 года А. И. Транковский внесен во 2-ю часть дворянско-родовой книги Смоленской губернии в чине коллежского асессора. Дата записи в дворянско-родовую книгу может быть, а может и не быть датой рождения художника. Данные предоставлены Д. П. Шпиленко).
Художник-любитель. Данных о пребывании Транковского в каком-либо художественном заведении не обнаружено. В архиве Строгановского училища (в РГАЛИ) нет дела об ученике Транковском.
Владел сельцом Рождественское Суетовской волости Духовщинского уезда Смоленской губернии. Данные об этом имеются, начиная с 1880 года.
В 1882 г. посылал три картины («Свадьба в доме русского боярина», «Пытка за ересь и староверское перстосложение в старину» и «Из народного быта, изображающая писание прошения в кабаке адвокатом деревни») в Академию художеств с тем, чтобы его признали художником. Просьба, по-видимому, осталась без ответа возможно по политическим мотивам, из-за интереса художника к староверчеству.
Писал в основном картины жанрового характера, а также исторические полотна.
Многие его работы, которые хранились в его родовом поместье на Смоленщине, постигла печальная участь — они были уничтожены во время гражданской войны. Остальные работы в 1914 году были вывезены в Париж на выставку и там остались в частных коллекциях.
Также его работы воспроизводились на старинных открытках, как иллюстрации к книгам.
Картины Транковского имеются в собрании Государственного музея истории религии (Санкт-Петербург) (картина «Владимир и Рогнеда»), других музеях, частных коллекциях в России и за рубежом.